# Pseudecheneis
Pseudecheneis és un gènere de peixos de la família dels sisòrids i de l'ordre dels siluriformes.

## Distribució geogràfica
Es troba al Sud-est asiàtic i sud d'Àsia, incloent-hi Indoxina, nord de l'Índia, el Nepal, Vietnam i les conques dels rius Ganges i Brahmaputra.

## Taxonomia
- Pseudecheneis brachyurus (Zhou, Li & Yang, 2008)[3]
- Pseudecheneis crassicauda (Ng & Edds, 2005)[4]
- Pseudecheneis eddsi (Ng, 2006)[5]
- Pseudecheneis gracilis (Zhou, Li & Yang, 2008)[3]
- Pseudecheneis immaculata (Chu, 1982)[6]
- Pseudecheneis intermedia (Chu, 1982)
- Pseudecheneis longipectoralis (Zhou, Li & Yang, 2008)[3]
- Pseudecheneis maurus (Ng & Tan, 2007)[7]
- Pseudecheneis paucipunctatus (Zhou, Li & Yang, 2008)[3]
- Pseudecheneis paviei (Vaillant, 1892)[8]
- Pseudecheneis serracula (Ng & Edds, 2005)[4]
- Pseudecheneis sirenica (Vishwanath & Darshan, 2007)[9]
- Pseudecheneis stenura (Ng, 2006)[5]
- Pseudecheneis sulcata (McClelland, 1842)[10]
- Pseudecheneis sulcatoides (Zhou & Chu, 1992)[11]
- Pseudecheneis suppaetula (Ng, 2006)[12]
- Pseudecheneis sympelvica (Roberts, 1998)[13]
- Pseudecheneis tchangi (Hora, 1937)
- Pseudecheneis ukhrulensis (Vishwanath & Darshan, 2007)[9][14][15][16][17][18][19][20]